# Rocco Ronzani
Rocco Ronzani (Roma, 21 febbraio 1978) è un religioso, presbitero e teologo italiano appartenente all'Ordine di Sant'Agostino, dal 5 luglio 2024 al 21 aprile 2025 prefetto dell'Archivio apostolico vaticano.

## Biografia

### Formazione e ministero sacerdotale
Rocco Ronzani è nato a Roma il 21 febbraio 1978. Entrato nell'Ordine di Sant'Agostino nel 1997, ha emesso la professione solenne il 1º novembre 2002. È stato ordinato presbitero il 27 giugno 2004. Nel 2010 ha conseguito il Dottorato in Teologia e Scienze Patristiche presso il Pontificio Istituto Patristico Augustinianum a Roma, dove attualmente insegna. È direttore scientifico dell'Archivio della Provincia Agostiniana d'Italia e docente presso la Facoltà di Teologia della Pontificia Università Lateranense a Roma.

### Incarichi nella curia romana
Il 31 ottobre 2014 papa Francesco lo ha nominato consultore del Dicastero delle cause dei santi.
Il 5 luglio 2024 lo stesso pontefice lo ha nominato prefetto dell'Archivio apostolico vaticano, succedendo a monsignor Sergio Pagano, nominato a sua volta assessore del Pontificio comitato di scienze storiche. Decade dall'incarico il 21 aprile 2025 a motivo della morte di papa Francesco.

## Opere
- Gelasio di Roma, Lettera sulle due nature. Introduzione, testo critico, traduzione e commento a cura di R. Ronzani, «Biblioteca Patristica» 48, Bologna 2011.
- "Gesù Figlio di Dio". Elementi di cristologia patristica (secoli I-III), ed. Nerbini, Roma 2021.
- Aspetti della riflessione teologica a Roma nel III secolo [Published in: «"Nessuno conosce il Padre se non il Figlio" (Mt 11,27). Scritti in onore di Nicola Ciola per il 70º compleanno», a cura di R. Nardin-G. Pulcinelli, Bologna 2024, pp. 237-250].
- Isaia 66 nel commento di Gregorio Magno (in ricordo di Paolo Siniscalco, † 20-07-2022) [Published in: «Isaia profeta del Vangelo. Isaia 56-66 ed esegesi patristica», a cura di Marco Settembrini (Studi Biblici 218), Paideia, Torino 2024, pp. 235-257].
- L'ostilità verso i cristiani nel mondo tardoantico [Published in: «Chiesa e Storia», 13 (2023), pp. 51-64].
- La consacrazione di Novaziano in una notizia di Eulogio di Alessandria trasmessa da Fozio (Phot., codd. 182, 280) [Published in: «Augustinianum» 73/1 (2023), pp. 269-282].
- "Fructus centesimus caritas". L'attualità della santità in una prospettiva patristica, [Published in: «La santità oggi. Atti del convegno di studio» (Dicastero delle Cause dei santi. Sussidi per lo studio delle cause dei santi, 12), Roma 2022 (stampato a ottobre 2023), pp. 73-88].